# 인지언어학
인지언어학(認知言語學, 영어: cognitive linguistics, CL)은 인간 마음의 본질, 더 나아가 인간의 본질을 규명하기 위한 학제적 연구의 일환으로서 ‘언어, 몸과 마음, 문화’의 상관성을 밝히려는 언어 이론이다. 언어를 보다 더 일반적인 인지능력 내에 위치시키는 언어 연구의 접근법이다. 인지언어학은 언어를 아는 것이 무엇을 뜻하며, 언어가 어떻게 습득되며, 언어가 어떻게 사용되는가를 인지적으로 타당성있게 설명하는 데에 그 목적을 둔다.

## 역사
인지 언어학은 현대 인지과학(1960~1970년대)의 인간 범주화 및 게슈탈트 심리학으로부터 출발한다. 기존 언어 연구의 형식적 접근법이 지닌 한계, 즉 언어 이론의 지나친 추상화 및 일상적 경험과 동떨어진 데에 대한 반성과 대안으로 발생하였다. Talmy(1975)에서 그 출발을 볼 수 있으나 미국 캘리포니아 대학에서 그 움직임이 시작할 때는 유약하고 모호한 이단적 이론이라 여겨져 주류 언어학에 수용되지 못했다. 그러나 1980년대 초반에 Brugman, Lindner, Casad와 같은 학자들이 수행한 직관적인 데이터 분석과 Lakoff, Johnson, Langacker와 같은 학자들이 제시한 강력한 언어학적 개념들을 결합해서 1989년 '국제인지언어학회(International Cognitive Linguistics Association)'이 창설된 이후 독일 Duisburg에서 제1차 국제인지언어학학술대회(ICLC)가 개최되었고, 1990년에 학회지 Cognitive Linguistics 가 출간되면서 하나의 학문으로 자리매김하게 되었다. 이후 인지언어학에 대한 수많은 논문, 단행본, 그리고 논문모음집이 출간되었으며 그 이론적 적용 분야도 의미론을 비롯하여 통사론, 형태론, 담화분석, 언어유형론, 그리고 음운론까지 망라하며 본격적으로 연구가 심화되고 있다.

## 특징
인지언어학은 언어가 인간의 일상 체험에 근거를 두고 있으며, 언어의 구조가 범주화 원리, 정보처리 메커니즘, 인간의 체험을 반영한다고 가정하며 언어능력이 인간의 일반 인지능력에 포함되어 있다고 간주한다. 이에 언어 범주화의 구조적 특징, 언어적 조직화의 기능적 원리, 통사론과 의미론 사이의 개념적 결부, 언어 사용의 체험적·화용적 배경, 상대주의와 개념적 보편성에 관한 논의를 포함해서 언어와 사고의 관계가 중요한 연구 과제로 대두된다. 다른 언어 이론과 차별화된 인지언어학만의 특징으로 언어현상의 범위와 관련된 데이터 친화적 특징과 연구가들이 자신의 연구 결과를 전달할 필요성과 관련된 사용자 친화적 특징을 가지고 있다.

### 데이터 친화적 (언어현상의 범위 관련)
애초부터 인지언어학은 실제 언어 데이터에 정통하고 경험적 방법을 존중하는 언어학자들에게 하나의 위안이 되었다. 인지언어학자들의 가장 놀라운 기여는 해당 언어에 대한 정교하고 상세한 이해를 바탕으로 일상에서 자연스럽게 사용되는 난해한 데이터를 통찰력 있게 분석하는 것이었다. 인지언어학은 완벽하고 불변하는 범주의 경계를 찾는 데에 관심이 있는 것이 아니라 범주의 내적 구조를 찾는 데에 관심이 있기 때문에, 인지언어학에서는 문제의 소지가 있는 데이터를 은폐하거나 무시하는 것을 지양한다. 요컨대 인지언어학은 말실수, 변칙적 표현, 창조적 용법, 시, 관용어, 은유 등을 포함하여 자연스럽게 발생하는 모든 범위의 언어 용법을 탐구하고, 음운론, 형태론, 통사론, 의미론이라는 모든 범위의 언어 현상을 탐구하는 최적의 언어연구체제이다.

### 사용자 친화적 (연구 결과 전달의 필요성 관련)
난해한 공식으로 구성된 형식주의가 없다는 것이 하나의 특징이다. 인지언어학자들은 언어를 분석할 때 이론을 위한 형식적 인공물이 아니라 데이터를 수집하고 분석하는 데에 주력한다.

## 철학
인지언어학이 하나의 학문으로 성장하는 데에는 그 자체의 철학이 탄탄한 기저가 되었다. Lakoff&Johnson(1990)은 객관주의 철학과 주관주의 철학의 대안적 철학으로 체험주의(experientialism) 철학을 제창한다. 즉, 인지언어학의 철학으로서 체험주의 철학은 객관주의 철학과 주관주의 철학에 대한 반작용이면서 그 둘의 통합이다.

### 객관주의 철학
일반적으로 객관주의 철학은 고정되어 있으며 이미 결정되어 있는 실재를 가정한다. 이 때 실재는 마음과 독립적이다. 그리고 여기에는 자의적 상징이 있는데 이 상징은 객관적인 실재와 직접적으로 사상됨으로써 의미를 얻는다. 객관주의 철학에서 말하는 추리는 상징을 규칙 지배적으로 조작하는 것을 말하며, 추리가 정확하게 기능하면 객관적인 지식을 얻을 수 있다. 즉, 사람들은 자신의 머리에 담고 있는 생각을 상징으로 표현하는데 그것이 화자와 독립적으로 존재한다. 특정 사람에게 의미는 의미 그 자체가 아니라, 명제의 진리조건에 의해 발견된다. 언어의 의미가 그 언어 사용주체자인 인간의 몸과 마음이 개입이 배제되는 곳에서 정의된다는 뜻에서 객관적이다. 이는 이성을 절대적이며 배타적 능력으로 간주하는 플라톤적 관점과 일맥상통한다.

### 주관주의 철학
주관주의 철학은 낭만주의 전통에서 비롯되었으며, 현상학 및 실존주의와 같은 현대 대륙 철학의 해석에서 찾을 수 있다.
주관주의 철학에 의하면, 의미는 사적이며 항상 특정 사람, 즉 특정 주체에게만 의미이다. 객관주의 철학은 이성, 합리성, 과학 지향적인 반면에 주관주의 철학은 상상력, 직관, 미학 지향적이다. 또한 인간 체험에는 어떠한 구조도 없으며 오히려 체험은 전체적인 어떤 것으로 간주된다.

### 체험주의 철학
체험주의 철학은 인간이 몸을 가지고 있다는 사실을 중시한다. Johnson(1987)에 따르면, 우리는 ‘이성’적 동물인 동시에 이성적 ‘동물’이다. 인간의 이성적 측면이 아니라 동물적 측면을 강조하며, 인간의 동물적 측면에 기초하여 인간의 이성적 면을 설명할 수 있다는 주장이다. 의미란 항상 특정 사람에게 의미이며, 체험과 밀접한 관계가 있다. 즉, 의미는 신체화(embodied)되어 있다.
서구 문화에서 객관주의 철학의 대안은 주관주의 철학으로 간주되지만 인지언어학의 전통을 따르는 철학자들은 객관주의 철학과 주관주의 철학을 통합하는 체험주의 철학을 인지언어학의 철학적 배경으로 제시한다. 인지언어학에서의 체험은 기본적 감각운동 체험, 감정적 체험, 사회적 체험 및 모든 정상적 인간에게 이용가능한 그 외 모든 다른 종류의 체험을 포함하며, 특히 이와 같은 체험을 형성하며 그것을 가능하게 하는 인간의 내재적 능력까지 포함한다. 개인의 우연적 체험보다도 인간 사회에 살아가고 있기 때문에 가지게 되는 공통적 인간의 체험의 종류에 초점을 둔다. 자연환경과 사회적 환경의 부분으로서 기능하는 능동적 체험이며 이러한 인간의 체험은 인간의 개념적 구조를 엄격한 의미에서 결정하는 것이 아니라 동기부여 한다.

## 과학성
언어학은 정확한 과학이고자 하는 학문이다. 과학은 그것이 내놓은 결과가 반복될 수 있기 때문에 예측이 가능해야 하지만 언어학의 현실은 자연과학의 현실과 다르다. 시간과 공간의 특수성에 따라 변이 현상이 끊임없이 일어난다. 언어학에 상당히 많은 변이 현상이 있다는 사실을 인정한다고 해서 인지언어학이 자의적인 혼돈의 난국으로 빠지는 것은 아니며 그렇다고 과학적 연구에 대한 열망을 포기하는 것도 아니다. 인지언어학은 예측성 대 자의성, 객관적 과학 대 주관적 해석 등과 같은 엄격한 이원적 사고를 받아들이지 않는다. 인지언어학은 변이의 특징을 가진 언어 현상이 왜 그러한 모습을 갖게 되었는지에 대한 동기를 찾고자 한다. 한 가지 현상에 대해 여러 동기가 작용할 수 있지만 규칙적인 패턴을 가지고 있다고 본다.
(1) 모든 언어 현상에는 의미가 있다.
(2) 언어적 범주는 원형 효과를 가진 방사범주이다.
(3) 의미는 신체화된 경험에 근거를 두고 있으며 은유, 환유, 개념적 혼성에 의해 정교화된다.
(4) 해석은 지각된 실재가 전경화 된 정보와 배경화 된 정보에 저장되는 방식을 결정한다.
이런 동기들의 패턴에 대한 탐구는 언어적 보편소가 아니라 인지적 보편소를 찾고자 하는 작업이다. 인지언어학은 예측을 하기 위한 언어적 보편소를 부정한다. 궁극적 목표는 인간의 인지가 엄격한 절대적 규칙이 아니라 경향성에 의해 이해할 수 있는 언어 현상에 어떻게 동기부여 하는 지에 대해 이해하는 것이다. 인간은 규칙 지배적인 연산 장치가 아니라 자유의지를 가진 개인이며, 그런 자유의지를 규칙적이고 예측 가능한 방식으로 발휘하는 것이 아니라 잘 동기부여 된 패턴에 따라 발휘함을 밝히는 데에 과학적 목적이 있다.

## 방법론
인지언어학은 여러 가지 특징적인 연구 방법론에 따른 언어의 본질 탐색에 새로운 시각을 제시해오고 있다.
한 방법론으로 Ungerer&Schimid(1996)에서 제시하는 체험적, 현저성, 주의성 관점이 있다.
- 체험적 관점(experiential view)은 실용적이고 체험적인 방법을 추구하려는 시도다. 자율언어학에서 언어에 대한 이론적 연구와 조사를 바탕으로 논리적 규칙과 객관적 정의를 가정하는 것과 구별된다. 이 때 체험은 개인적·주관적 체험 뿐 아니라, 집단적·공통적 체험이 있는데, 세계에 대한 우리의 공유된 체험이 일상 언어에도 저장되어 있으며, 따라서 그것이 우리의 생각을 표현하는 방식에서 드러나게 된다. 이 관점에 따른 연구 분야는 ‘범주화’, ‘은유’, ‘감정’ 등을 들 수 있다.
- 현저성 관점(prominence view)은 표현된 정보의 선택과 배열에 관한 것이다. 만물의 영장인 인간은 삼라만상에서 가장 현저한 지위를 가지며, 도구를 사용하고, 환경을 조정하며, 의지적 행동을 수행할 수 있다. 이 때 인간은 주변의 사물을 보면서, 지각적으로 현저한 부분인 ‘전경’과 전경을 뒷받침해 주는 바탕인 ‘배경’을 구별하여 파악한다. 이러한 ‘전경-배경’의 대조는 청각 및 시각에서뿐만 아니라, 언어의 구조에도 폭넓게 반영되어 있다. 이 관점에 따른 연구 분야는 ‘능동문과 수동문의 동의성’, ‘객관적 이동과 주관적 이동’ 등을 들 수 있다.
- 주의적 관점(attentional view)은 언어적 표현이란 사건의 어떤 부분에 우리의 주의가 끌렸는지에 대한 반영이라고 보는 시각이다. 우리가 주의의 초점을 어디에 부여하느냐에 따라 ‘틀’의 각기 다른 면을 선택하고 두드러지게 해서, 각기 다른 언어표현에 도달할 수 있다. 이 관점에 따른 연구 분야는 ‘환유’, ‘사건틀’ 등을 들 수 있다.

## 하위 영역

인지과학과 인지언어학

### 인지과학과 인지언어학의 분화
인지과학(cognitive science)는 철학, 심리학, 언어학, 인류학, 컴퓨터과학, 신경과학 등의 여러 학문분야로부터 인간의 ‘마음’과 ‘마음의 작용’을 탐구하기 위한 ‘학제적 연구’로서, 인간의 행동 및 그 산물 자체는 마음의 산물이라는 관점을 취한다. 따라서 언어가 인지의 주된 도구이며 언어과정이 인지과정의 핵심이기 때문에 언어의 인지적 연구인 인지언어학은 마음의 본질을 밝히는 데에 중추적인 역할을 한다.

### 핵심 분야
인지언어학은 포괄적인 상위 개념으로, 인지의미론과 인지문법론은 그 하위개념으로 자리잡게 되었다.

## 의의
인지언어학은 인간 중심의 언어학으로서, 인간의 몸과 마음, 문화적 배경에 기초한 체험과 경향성이 언어에 반영된 양상을 규명하고자 하며 인간 자신의 인식과 확인에 기여한다. 또한 유연성이 높은 언어이론으로서, 일반화 언명 및 인지적 언명은 언어와 사고의 통합 모형으로 제시되며 아날로그적 성격과 디지털적 성격을 통합한다. 뿐만 아니라 인지언어학은 설명력이 높은 언어이론으로서, 언어의 구조는 어떤 식으로든지 경험의 구조, 즉 화자가 세계에 부과한 관점인 세계의 구조를 반영하는데 언어 현실의 용법 토대 모형을 중시하고 인간의 체험, 경향성, 문화적 배경을 중시한다는 데서 그 가치를 찾을 수 있다.

## 전망
인지언어학의 사고방식은 전혀 새로운 것이 아니라, 기존 언어 연구에서도 단편적으로 추구되어 온 사항을 인지적 관점에서 체계적이며 적극적으로 이론의 활성화를 통하여 완성도를 높여온 것이다. 이에 인지언어학의 새로운 경향은 그 연구 역사가 짧음에도 불구하고 언어의 본질에 대한 튼튼한 시각을 제공하고 있음으로써, 생성문법이 해결하지 못했거나 간과해 왔던 언어학의 오랜 숙제들을 명쾌히 밝혀줄 것으로 기대된다. 언어학의 이론은 영고성쇠의 연쇄 속에 있다는 점으로 보아 인지언어학은 인간의 모습을 가장 잘 담고 있을 뿐만 아니라 인간의 모습을 가장 잘 나타내는 언어의 의미 이론으로서 시대를 초월하여 그 생명력이 지속되고 번창할 것으로 학자들은 전망한다.

## 같이 보기
- 체화된 인지
- 심리언어학

## 참고 문헌
- 김종도(2002).「인지문법의 디딤돌」, 박이정.
- 임지룡(1997).「인지의미론」, 탑출판사.
- 임지룡(2007). “인지의미론 연구의 현황과 전망”,「우리말연구」21, 우리말학회,51-104
- 임지룡(2008). “인지언어학의 성격과 설명력”, 「담화·인지언어학회 학술대회 발표논문집」p. 15-36
- Ungerer,F & H-J., Schmid(1996/2006), An Introduction to Cognitive Linguistics, London & New York: Longman.(임지룡, 김동환 옮김(1998).「인지언어학 개론」, 태학사.)
- Evans, V. & M. Green(2006). Cognitive Linguistics: An Introduction, Edinbrugh: Edinburgh University Press.(임지룡, 김동환 옮김(2008) 「인지언어학 기초」, 한국문화사.)
- J.R.Taylor(2002). Cognitive Grammar.(임지룡,김동환 옮김(2005), 한국문화사.